# Rhodésie aux Jeux olympiques d'été de 1960
La Fédération de Rhodésie et du Nyassaland (mais présenté sous le nom Rhodésie) participe pour la deuxième fois aux Jeux olympiques en envoyant 14 sportifs pour les Jeux olympiques d'été de 1960 organisés à Rome. La dernière participation remonte à 1928, soit plus de trente ans.
La délégation n'était en fait composée que de sportifs issus de l'ancienne Rhodésie du Sud, hormis le boxeur Abe Bekker qui est issu de la Rhodésie du Nord (l'actuelle Zambie).

## Athlètes engagés par sport

### Athlétisme
Hommes :
| Athlète          | Compétition | Qualification | Qualification | Quart-finale | Quart-finale | Demi-finale  | Demi-finale  | Finale       | Finale       |
| Athlète          | Compétition | Temps         | Rang          | Temps        | Rang         | Temps        | Rang         | Temps        | Rang         |
| ---------------- | ----------- | ------------- | ------------- | ------------ | ------------ | ------------ | ------------ | ------------ | ------------ |
| Charles Thompson | 800 m       | 1:51.26       | Série 7 : 2e  | 1:50.01      | Série 1 : 5e | Non qualifié | Non qualifié | Non qualifié | Non qualifié |
| Charles Thompson | 1500 m      | 3:42.96       | Série 1 : 4e  | -            | -            | Non qualifié | Non qualifié | Non qualifié | Non qualifié |
| Cyprian Tseriwa  | 5000 m      | 15:02.8       | Série 8 : 10e | -            | -            | Non qualifié | Non qualifié | Non qualifié | Non qualifié |
| Cyprian Tseriwa  | 10000m      | -             | -             | -            | -            | -            | -            | 30:47.80     | 28e          |